# Tricyphona aperta
Tricyphona aperta är en tvåvingeart som beskrevs av Daniel William Coquillett 1905. Tricyphona aperta ingår i släktet Tricyphona och familjen hårögonharkrankar. Inga underarter finns listade i Catalogue of Life.